# بريان سمول
بريان سمول (بالإنجليزية: Bryan Small)‏ (15 نوفمبر 1971 ببرمنغهام في المملكة المتحدة - ) هو لاعب كرة قدم بريطاني في مركز الدفاع. شارك مع منتخب إنجلترا تحت 21 سنة لكرة القدم. أما مع النوادي، فقد لعب مع أستون فيلا وبرادفورد سيتي وبرمنغهام سيتي وبولتون واندررز وستوك سيتي وفوريست غرين ونادي بوري ونادي لوتون تاون ونادي والسول ونادي كيترينغ تاون ونادي هدنسفورد تاون.

## وصلات خارجية
- بريان سمول على موقع قاعدة بيانات كرة القدم.إي يو (الإنجليزية)
- بريان سمول على موقع Soccerbase.com (لاعب) (الإنجليزية)
- بريان سمول على موقع عالم كرة القدم.نت (الإنجليزية)